# سیادهن (قفقاز)
سیادهن (به لاتین: Siadan یا Sədan) یک منطقهٔ مسکونی در جمهوری آذربایجان است که در شهرستان سیاه‌زن واقع شده ‌است. سیادهن ۱٬۶۰۰ نفر جمعیت دارد. مردم آن از تات‌ها هستند.

## ریشه واژه
نام این آبادی در منابع سده ۱۲ میلادی هم آمده است. در سده ۱۸ میلادی نان آن به صورت Siadon ثبت شده است. نام آن برگرفته از واژه فارسی/تاتی سیاه و دان به معنی چشمه یا رودخانه است که ممکن است به چشمه‌های گل‌فشان یا نفتی منطقه از دوران باستان اشاره داشته باشد.